# Пара Спасова
Пара Спасова е български революционерка, стружка деятелка на Вътрешната македоно-одринска революционна организация.

## Биография
Пара Спасова е родена в град Струга, тогава в Османската империя. Влиза във ВМОРО. Служи като куриерка на организацията в целия Стружки революционен район. След освобождението на Струга по време на Първата световна война в 1915 година е наградена с военен орден „За заслуга“.